# シュガースプーン

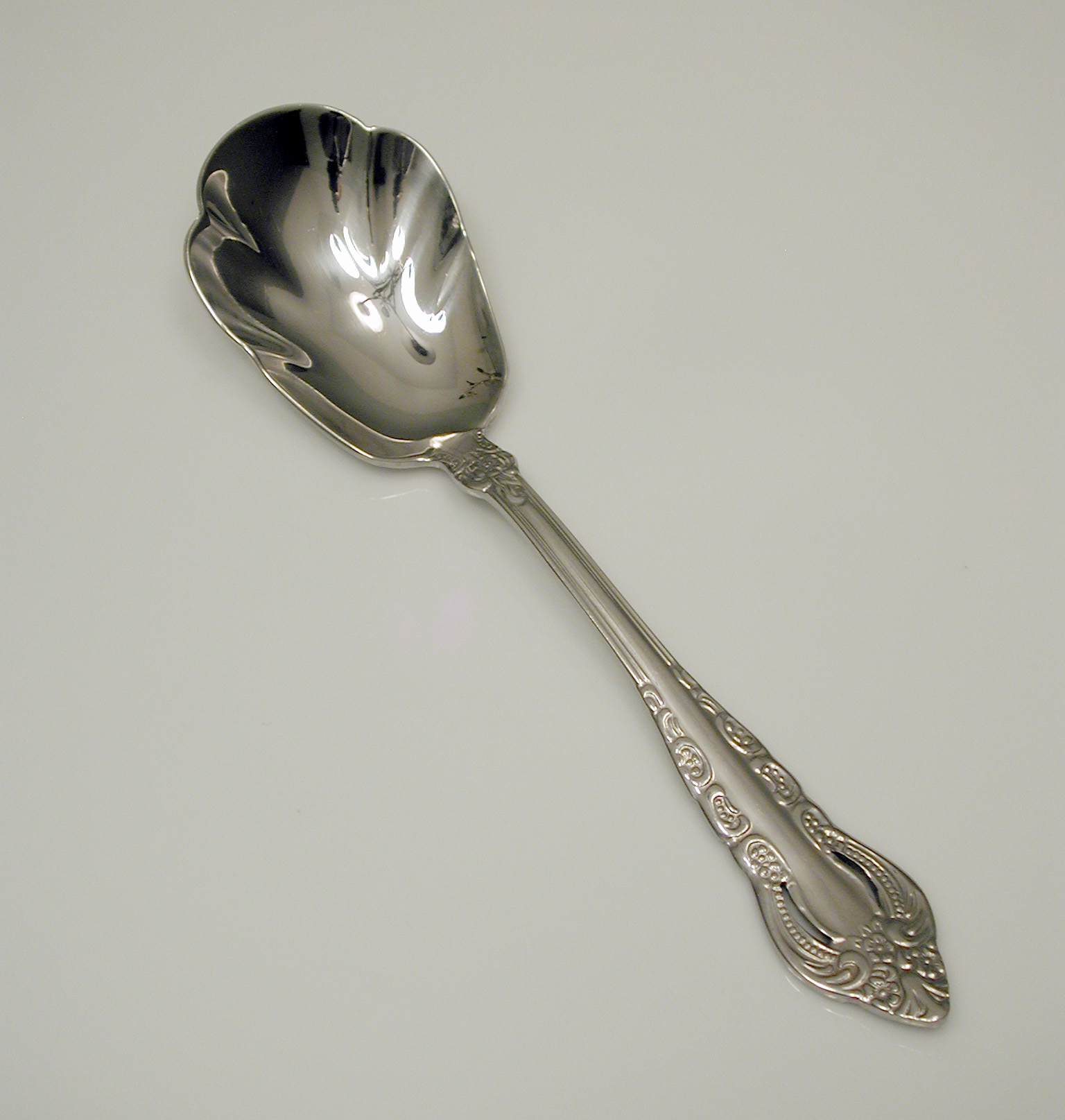
シュガースプーン

シュガースプーン(Sugar spoon)は、グラニュー糖を取り分けるために用いられるスプーン。
ティースプーンに似ているが、皿の部分が深い。しばしば皿が貝殻のような型をしているため、シュガーシェルと呼ばれることもある。また、長方形に近い形と皿が深いことからシュガーショベルとも呼ばれる。フォーマルな銀のコーヒーセットやティーセットには、スターリングシルバーのシュガースプーンが用いられる。